# タボル山の戦い
タボル山の戦い（タボルさんのたたかい、フランス語: Bataille du Mont-Thabor）は、1799年4月16日、クレベール将軍率いるフランス軍と、ダマスカスのパシャ率いるオスマン帝国軍との間で行われた戦い。

## 経緯

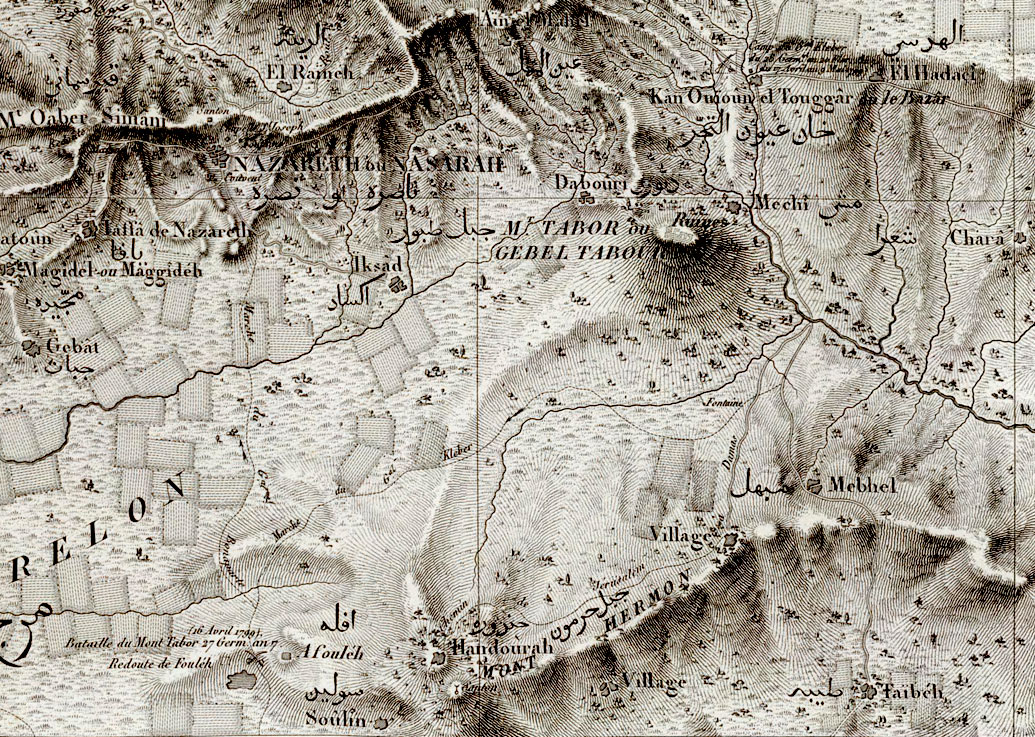
戦場の地形（ピエール・ジャコタン（:en:Pierre Jacotin）の地図（1826年））

当時ナポレオンはアッコを包囲しており、ダマスカスはその包囲を解くために軍を派遣した。アッコ南方に進出したクレベールは、オスマン軍が圧倒的多数であることを知りながら、それを阻止することを決意し、戦闘に突入した。
フランス軍は2つの方陣を形成して8時間の間戦ったが、ついに弾薬が底をついた。オスマン軍が勝利を得ようとしたその時、ナポレオンが2,500名の兵士と2門の大砲を引き連れて増援に到着した。最悪の事態がいままさに起きようとしていることを見てとったナポレオンは、ただちにオスマン軍の側面を攻撃した。不意を突かれたオスマン軍は混乱し、ついに退却した。

## 注記
1. 1 2 3 4  Smith, D. p.151